# John Lynch (językoznawca)
John Dominic Lynch (ur. 8 lipca 1946 w Sydney, zm. 25 maja 2021 w Port Vila) – australijski językoznawca, który położył zasługi na polu badania języków Vanuatu.
W swojej działalności zajmował się językami oceanicznymi (zwłaszcza językami Vanuatu), historią języków Pacyfiku, językami pidżynowymi i kreolskimi, zagadnieniem zmienności języków, leksykografią i systemami ortografii.
Ukończył antropologię na Sydney University. Doktoryzował się na Uniwersytecie Hawajskim, na podstawie rozprawy poświęconej językowi lenakel. Później był zatrudniony na University of Papua New Guinea.
Jego pierwsza monografia dotyczyła fonologii języka lenakel (1975); poświęcił mu też słownik (1977) i opracowanie gramatyczne (1978), a w dalszym okresie działalności badał pozostałe języki wysp Tanna, Erromango, Anatom (Aneityum) i Malakula.
Redaktor czasopisma „Oceanic Linguistics”, poświęconego językom Oceanii.